# Få meg på, for faen!
Få meg på, for faen! (internationale titel: Turn Me On, Dammit!) is een Noorse coming-of-agekomedie uit 2011. De film werd geschreven en geregisseerd door Jannicke Systad Jacobsen.

## Plot
De film speelt zich af in Noorwegen en vertelt het verhaal van Alma (Helene Bergsholm), een 15-jarig meisje, en haar seksuele bewustwording. Alma wordt opgegeten door haar losbandige hormonen en fantasieën die variëren van zoet romantische beelden van Artur, de jongen waar ze naar smacht, tot vunzige dagdromen over vrijwel iedereen die ze in het oog krijgt. Alma en haar beste vriendin Sara wonen in een ondraaglijk saai dorpje in de binnenlanden van Noorwegen genaamd Skoddeheimen, een plek die ze zo verafschuwen dat elke keer dat hun schoolbus langs het plaatsnaambord rijdt ze routinematig een middelvinger geven. Nadat Alma een stimulerende maar onhandige ontmoeting met Artur heeft gehad, maakt ze een grote fout door over de ontmoeting te vertellen aan haar ongelovige vrienden. Deze snoeren haar vervolgens de mond op school en gaan haar meer en meer negeren, totdat Sara zelfs niet meer met haar gezien wil worden. Thuis is Alma's alleenstaande moeder in verlegenheid gebracht door haar dochters torenhoge telefoonseksrekeningen en draagt ze oordopjes om het geluid van de voortdurende daden van zelfbevrediging van Alma te dempen.

## Cast
| Acteur                | Personage     | Opmerkingen |
| --------------------- | ------------- | ----------- |
| Helene Bergsholm      | Alma          | hoofdrol    |
| Malin Bjørhovde       | Sara          |             |
| Beate Støfring        | Ingrid        |             |
| Matias Myren          | Artur         |             |
| Lars Nordtveit Listau | Kjartan       |             |
| Henriette Steenstrup  | Alma's moeder |             |
| Jon Bleiklie Devik    | Sebjørn       |             |
| Julia Bache-Wiig      | Maria         |             |
| Julia Schacht         | Elisabeth     |             |
| Arthur Berning        | Terje         |             |
| Hilde-Gunn Ommedal    | Magda         |             |

## Prijzen
- 'Best Screenplay Award' op het Tribeca Film Festival 2011.
- 'Independent Distribution Award for Best Debut Film' op het Internationaal filmfestival van Rome 2011.
- 'Best European First Feature' op het Mons International Festival of Love Films 2012.
- 'Beste Noorse Film' op de Amanda Awards 2012.